# أمبليني
أمبليني، بلدية في مقاطعة أيسن في منطقة أوت دو فرانس في شمال فرنسا.
يُعرف سكان البلدة باسم أمبلنويس أو أمبلنويسيس 

## جغرافية
تقع أمبليني على بعد 8 كم غرب سواسون وعلى بعد 20 كم شرق كومبيين . يمر الطريق الوطني N31 عبر الجزء الشمالي من البلدة بين هاتين المدينتين مع مخرج للطريق D943 الذي يمتد جنوبًا إلى المدينة. يمتد الطريق D17 أيضًا من فونتيوني في الشمال إلى المدينة ثم يستمر جنوبًا إلى كويفيرس آت فالسيري . يمتد الطريق D1631 أيضًا من المدينة الجنوبية الشرقية للانضمام إلى طريق D94 في الطرف الجنوبي من البلدية. يوجد عدد من القرى الصغيرة بالإضافة إلى المدينة - وهي: لي سيولير ومونتاجو وهاينيرس و لي روليت. الجزء الشمالي من البلدة عبارة عن الغابات والأراضي الزراعية المختلطة بينما الجزء الجنوبي عبارة عن أراضي زراعية بالكامل.
يشكل الممر المائي رو دي ريتز جزءًا من الحدود الجنوبية الغربية للبلدة قبل أن يتدفق شمالًا عبر البلدة ويستمر إلى نهر الأين شمال البلدة مباشرة حيث يتدفق غربًا للانضمام إلى واز في كومبيين . ينضم تيار كوينتون إلى رو دي ريتز جنوب المدينة عند حدود البلدة من الغرب.

## التاريخ
كانت القرى الصغيرة السابقة في فوس آن هات وفوس آن باس بمثابة نقطة انطلاق للعديد من الوحدات الفرنسية (بما في ذلك فرقة المشاة 418) خلال معركة مارن الثانية في 18 يوليو 1918.

## الإدارة
قائمة رؤساء بلديات أمبليني 
| من عند | إلى  | اسم            | حفل    | موضع |
| ------ | ---- | -------------- | ------ | ---- |
| 2001   | 2008 | إيفان شيكلر    | DVG    |      |
| 2008   | 2014 | برنارد دي ري   | ملاحظة |      |
| 2014   | حاضر | كريستيان بيروت |        |      |

(ليست كل البيانات معروفة)

## تعداد السكان

### توزيع الفئات العمرية
التوزيع النسبي للفئات العمرية في مقاطعة أمبلني وأيسن خلال عام 2017
|                  | أمبليني | أمبليني | أيسن | أيسن |
| الفئة العمرية    | رجال    | نساء    | رجال | نساء |
| ---------------- | ------- | ------- | ---- | ---- |
| 0 إلى 14 سنة     | 20.4    | 17.6    | 20.0 | 18.1 |
| من 15 إلى 29 سنة | 15.6    | 14.5    | 17.2 | 15.7 |
| 30 إلى 44 سنة    | 17.3    | 18.8    | 18.3 | 17.6 |
| 45 إلى 59 سنة    | 21.3    | 19.8    | 20.5 | 19.8 |
| 60 إلى 74 سنة    | 19.7    | 19.7    | 16.9 | 17.4 |
| 75 إلى 89 سنة    | 5.0     | 8.8     | 6.4  | 9.7  |
| 90 سنة +         | 0.7     | 0.7     | 0.6  | 1.6  |

المصادر: INSEE 

## المواقع والمعالم الأثرية

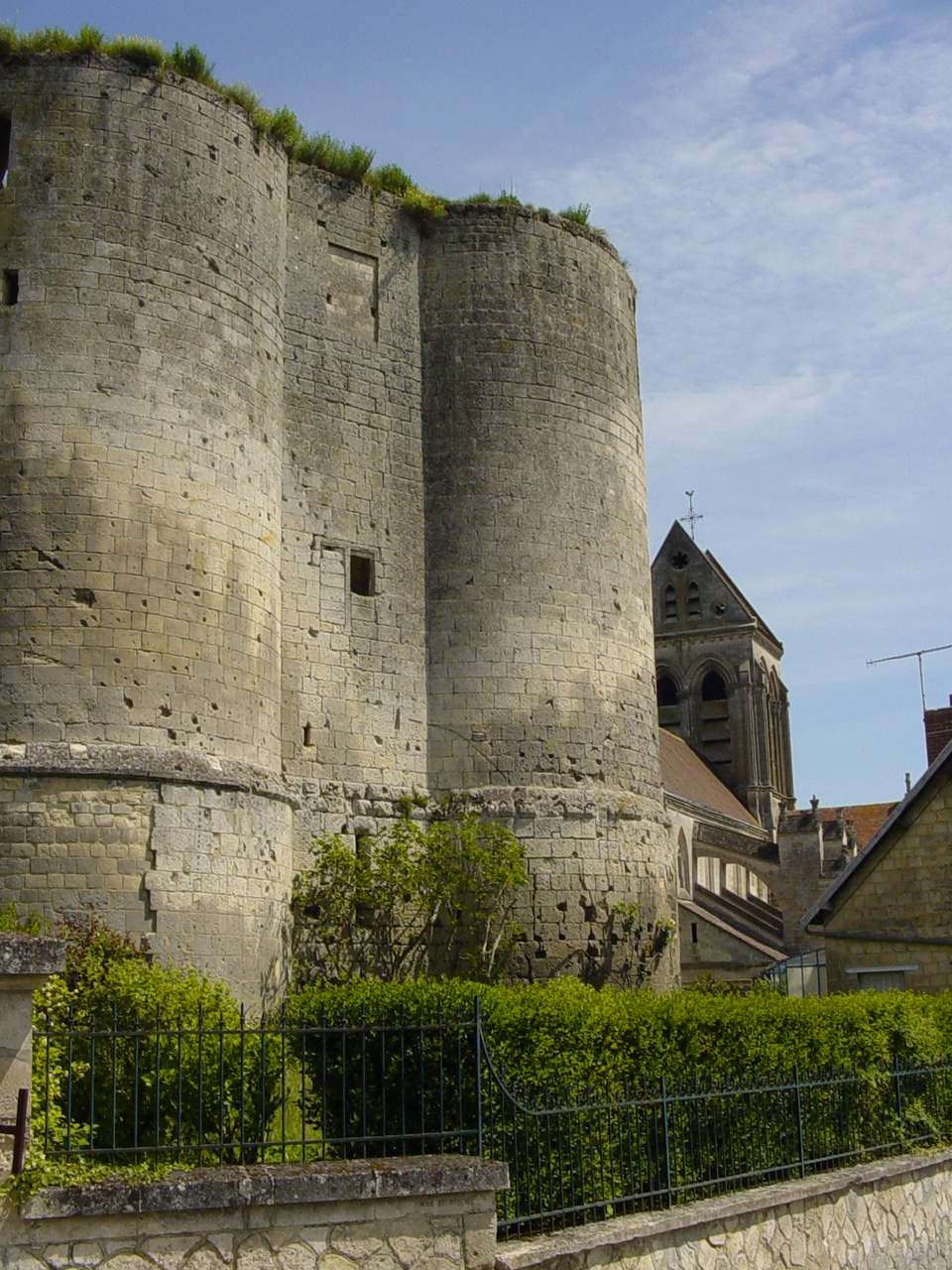
الزنزانة مع الكنيسة في الخلفية (2004)

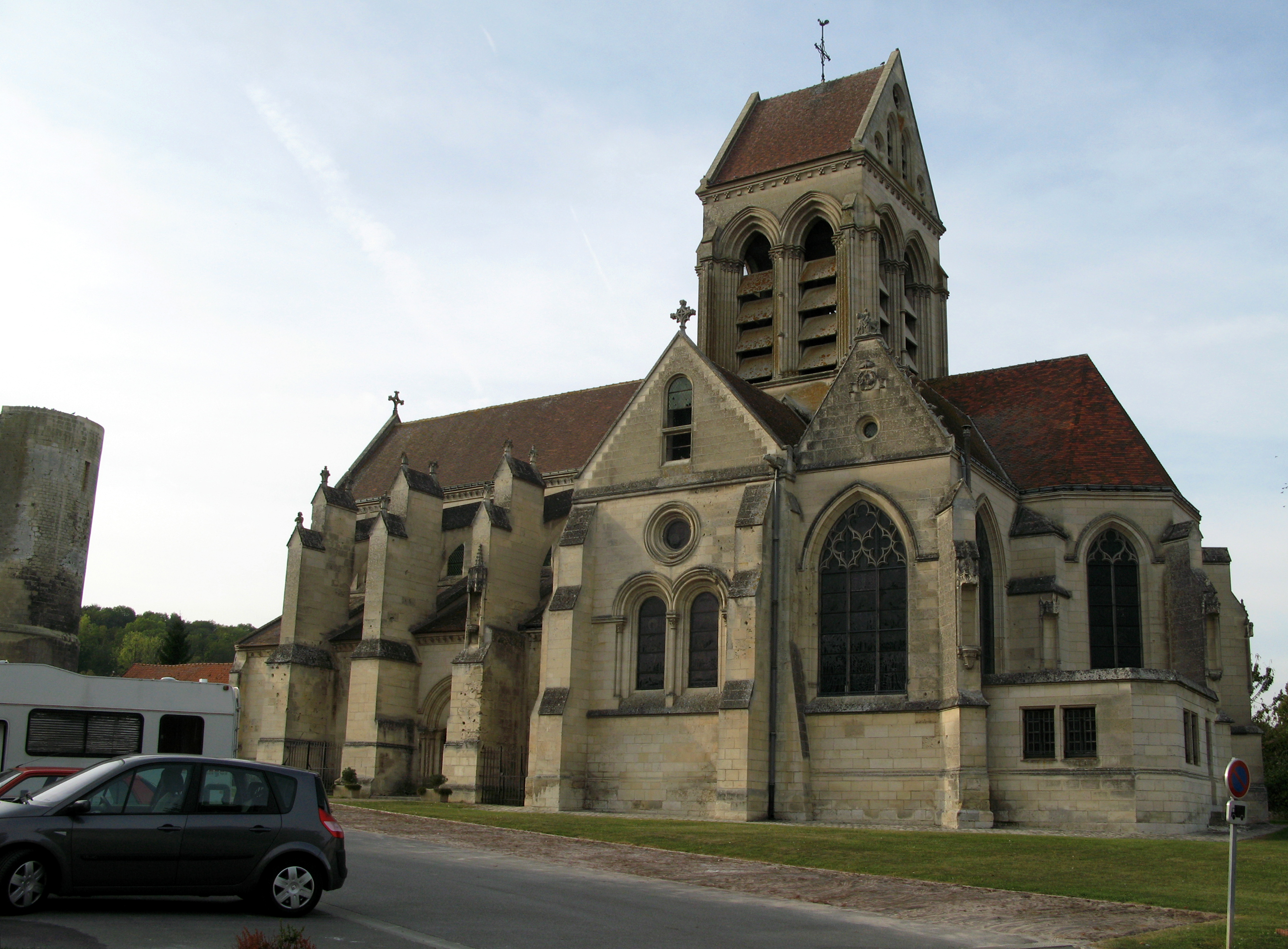
كنيسة سانت مارتن

## الأشخاص البارزون المرتبطون بالمجومة
- بيير أنطوان بواتو ، عالم نبات وبستنة

## روابط خارجية
- موقع 40000 بيل تاورز باللغة الفرنسية
- Ambleny على Lion1906
- Ambleny على موقع Géoportail ، موقع المعهد الجغرافي الوطني (IGN) باللغة الفرنسية
- Ambleny على خريطة كاسيني عام 1750